# Georges Galichet
Georges Galichet (* 1904; † April 1992) war ein französischer Romanist, Linguist und Pädagoge.

## Leben und Werk
Galichet absolvierte die École normale supérieure (Saint-Cloud) und promovierte 1945 an der Universität Poitiers mit der Arbeit Les mécanismes de la langue française. Essai de méthodologie grammaticale (erschienen u. d. T. Méthodologie grammaticale. Etude psychologique des structures, Paris 1953, 1963). Er war Inspektor des Grundschulwesens.

## Weitere Werke

### Linguistik
- Essai de grammaire psychologique, Paris 1947
- Physiologie de la langue française, Paris 1949, 5. Auflage 1967; 6. Auflage u. d. T. Le Français moderne. Structures et fonctionnement, 1975 (Que sais-je? 392)
- Grammaire expliquée de la langue française. Avec commentaires à l'usage des maîtres et futurs maîtres, Paris 1956
- (mit Georges Leriche) Guide panoramique de la grammaire française. Grammaire et analyse, orthographe, conjugaison, Paris 1965, 1969
- Grammaire structurale du français moderne, Paris 1967, 1968

### Erbauungsliteratur
- Ce sacrement est grand. Témoignage d’un foyer chrétien, Paris 1938, 1940, 1945, 1961 (unter dem Pseudonym A. Christian); deutsch: Ein großes Geheimnis, Colmar 1960
- La Résurrection, fiction ou réalité ?, Paris 1985, Montsûrs 1988